# Frederik Vansina
Frederik Vansina (également dénommé Fred Vansina), né le 3 juillet 1964 à Berne (Suisse), est un pilote de chasse et un général belge, actuel Chef de la Défense des forces armées belges.

## Biographie
Frederik Vansina, né le 3 juillet 1964 à Berne, est le fils de l'ambassadeur Guido Vansina et d'Anne-Marie Seynaeve. Son père changeant de poste diplomatique régulièrement, il passe sa jeunesse en Europe, aux États-Unis et au Zaïre. Il est marié à Hilde Engels et a une fille.
Il s'engage à l'armée et passe une année à la division spéciale interforce de l'École Royale des Cadets à Lierre. En 1983, il est admis à l'École royale militaire promotion « toutes armes ». À la composante aérienne belge, il décroche son brevet supérieur de pilote de chasse en 1988 à Brustem. Il est alors affecté à la 350e escadrille de chasse à Beauvechain et se reconvertit sur F-16 Fighting Falcon. En 1992, il devient instructeur en tactiques et armement. Il est ensuite promu officier d'opérations d'abord au 1er Wing de Chasse et ensuite, à la dissolution du 1er Wing de chasse, à la division Plans et Programmes de l'état-major de la Force aérienne. En 2000, il prend le commandement de la 349e escadrille de Kleine-Brogel. Il dirige cette escadrille pendant deux ans et demi et participe comme chef d'opération aux opérations aériennes dans les Balkans. Il a accumulé 2.600 heures de vol sur jet dont 1.900 sur F-16 Fighting Falcon.
En 2002, il suit les cours de l'Institut Royal Supérieur de Défense  à Laeken. Il est promu lieutenant-colonel et est affecté au département Stratégie de l'état-major interforces où il étudie l'évolution des armes aériennes à long terme.
Il connaît bien le roi Philippe de Belgique qui, comme lui, est pilote de chasse. À deux reprises, il a été son adjoint : en 1996 comme officier d'ordonnance et en 2016 comme aide de camp.
En 2009, il commande le 10e Wing tactique de la base aérienne de Kleine-Brogel qui opère sur F-16 Fighting Falcon. Cette unité opère en Afghanistan et en Libye. En février 2013, il est nommé chef d’état-major de la Force aérienne. 
En mars 2014, il est promu général-major. De 2014 à 2020, il est le chef de la composante aérienne militaire belge, après démission de Claude Van de Voorde, devenu chef de Cabinet du ministre de la Défense nationale. En 2018, il était au centre du dossier F-16. Après pression publique, il donne la permission pour un audit interne.
Le 18 juillet 2023, il est promu lieutenant-général et nommé vice-chef de la Défense (VCHOD).
En mars 2024, le gouvernement belge annonce à l'issue du Conseil national de sécurité qu'il deviendra à partir du 1er juillet 2024 le nouveau Chef de la Défense (CHOD) en remplacement de l'amiral Michel Hofman. Il prend finalement ses fonctions le 4 juillet 2024 et est promu général aviateur, grade le plus élevé dans la hiérarchie militaire belge.

## Distinctions
- 2014 :  Commandeur de l'ordre de Léopold[9].
- 2000 :  Commandeur de l'ordre de la Couronne[10].